# ملات (نیروهای دفاعی اسرائیل)
ملات (عبری המרכז למבצעי תודעה) (מל"ת) یک واحد مدیریت عملیات نیروهای دفاعی اسرائیل است که در جنگ روانی تخصص دارد.

## تاریخ
ملات بین سالهای ۲۰۰۴ و ۲۰۰۵ پس از پنج سال کاهش عملیات، دوباره فعال شد و متشکل از افسران اطلاعاتی و روانشناسان غیرنظامی به سرپرستی یک سرهنگ ارشد با تأکید بر عرب زبانان است.
از آنجایی که اداره اطلاعات نظامی با گنجاندن جنگ روانی در عملیات خود مخالف بود، این یگان  همان‌طور که به‌طور رسمی توسط رئیس امان عنوان شد، تابع رئیس شعبه عملیات ستاد کل ارتش اسرائیل یا «هدایت حرفه ای» است. این عنوان به این معنی است که بدنه ای با استقلال بیشتر نسبت به پیشینیان خود است.
در سال ۲۰۰۵، یکی از افسران ارشد ارتش اسرائیل از فعال شدن مجدد ملات به عنوان یک " فیل سفید " و اتلاف زمان و منابع [با تلاش برای همراهی کردن] هر عملیات نظامی با برنامه جنگ روانی [خود] انتقاد کرد.